# Гулевский, Анатолий Николаевич
Анатолий Николаевич Гулевский (род. 1962) — сотрудник советских и российских органов государственной безопасности, генерал-лейтенант.

## Биография
Анатолий Николаевич Гулевский родился в 1962 году.
В 1987 году поступил на службу в органы Комитета государственной безопасности при Совете Министров СССР. Служил на оперативных, затем на руководящих должностях. Активно занимался спортом, выполнил норматив кандидата в мастера спорта по велосипедному спорту и офицерскому троеборью.
После распада Советского Союза продолжил службу в системе Министерства безопасности — Федеральной службы безопасности Российской Федерации.
В 2011 году Гулевский был назначен начальником Управления Федеральной службы безопасности Российской Федерации по Республике Дагестан.
С апреля 2014 года возглавлял Управление Федеральной службы безопасности Российской Федерации по Волгоградской области.
С декабря 2019 года — председатель Всероссийского физкультурно-спортивного общества «Динамо».
Награждён орденом «За военные заслуги» и рядом медалей.